# Åtorp
Åtorp is een plaats in de gemeente Degerfors in het landschappen Närke en Värmland en de provincie Örebro län in Zweden. Het grootste deel van de plaats ligt in Värmland, maar het oostelijke deel ligt in Närke. De plaats heeft 234 inwoners (2005) en een oppervlakte van 28 hectare.

## Verkeer en vervoer
Bij de plaats lopen de Länsväg 204 en Länsväg 243.